# کارستن فورسترلینگ

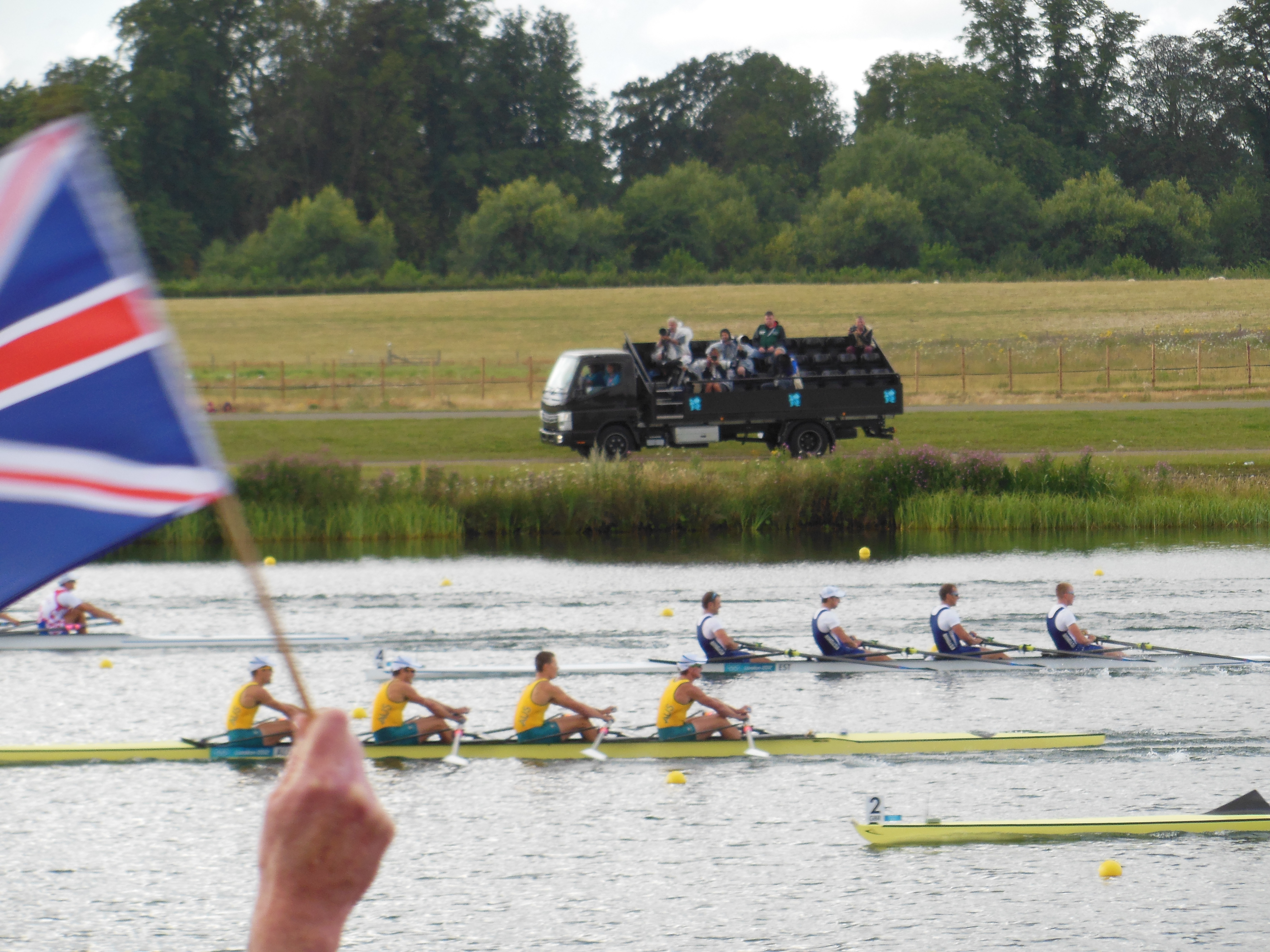
فینال قایقرانی روئینگ، المپیک تابستانی ۲۰۱۲

کارستن فورسترلینگ (انگلیسی: Karsten Forsterling؛ زادهٔ ۲۱ ژانویهٔ ۱۹۸۰) قایقران روئینگ اهل استرالیا است.